# Lista över matchresultat i Elitserien i ishockey 1981/1982
Lista över matchresultat i grundserien av Elitserien i ishockey 1981/1982. Ligan inleddes den 4 oktober 1981 och avslutades 7 mars 1982.
| Nr | Lag               | S  | V  | O  | F  | GM  | IM  | MS  | P  |
| -- | ----------------- | -- | -- | -- | -- | --- | --- | --- | -- |
| 1  | Färjestad BK (RM) | 36 | 20 | 7  | 9  | 146 | 108 | +38 | 47 |
| 2  | IF Björklöven     | 36 | 19 | 4  | 13 | 143 | 117 | +26 | 42 |
| 3  | AIK               | 36 | 15 | 9  | 12 | 136 | 123 | +13 | 39 |
| 4  | Modo AIK          | 36 | 15 | 7  | 14 | 149 | 135 | +14 | 37 |
| 5  | Skellefteå AIK    | 36 | 15 | 6  | 15 | 129 | 111 | +18 | 36 |
| 6  | Leksands IF       | 36 | 13 | 10 | 13 | 155 | 162 | −7  | 36 |
| 7  | Västra Frölunda   | 36 | 14 | 7  | 15 | 132 | 123 | +9  | 35 |
| 8  | Brynäs IF         | 36 | 14 | 6  | 16 | 122 | 138 | −16 | 34 |
| 9  | Djurgårdens IF    | 36 | 11 | 8  | 17 | 109 | 128 | −19 | 30 |
| 10 | Timrå IK          | 36 | 10 | 4  | 22 | 106 | 182 | −76 | 24 |

## Matcher
| Datum Match Resultat Publik Spelplan Omgång 1 - 4 oktober 1981 Djurgårdens IF-Västra Frölunda IF 2-2 (1-0, 0-0, 1-2) 6613 Johanneshovs isstadion - 4 oktober 1981 Brynäs IF-Leksands IF 4-4 (3-1, 0-1, 1-2) 6396 Gavlerinken - 4 oktober 1981 Timrå IK-Skellefteå AIK 0-5 (0-2, 0-2, 0-1) 7721 Timrå isstadion - 4 oktober 1981 Färjestads BK-Modo AIK 2-3 (1-1, 1-2, 0-0) 4588 Färjestads ishall - 4 oktober 1981 IF Björklöven-AIK 4-5 (1-0, 2-3, 1-2) 5226 Umeå ishall Omgång 2 - 8 oktober 1981 Västra Frölunda IF-IF Björklöven 4-5 (0-3, 2-2, 2-0) 8293 Scandinavium - 8 oktober 1981 Modo AIK-Djurgårdens IF 4-3 (0-3, 2-0, 2-0) 4669 Kempehallen - 8 oktober 1981 Skellefteå AIK-Färjestads BK 2-2 (0-0, 1-0, 1-2) 4998 Skellefteå isstadion - 8 oktober 1981 Leksands IF-Timrå IK 9-2 (2-0, 3-0, 4-2) 3565 Leksands isstadion - 8 oktober 1981 AIK-Brynäs IF 3-2 (0-0, 2-0, 1-2) 7256 Johanneshovs isstadion Omgång 3 - 11 oktober 1981 Djurgårdens IF-Skellefteå AIK 2-1 (0-1, 2-0, 0-0) 6666 Johanneshovs isstadion - 11 oktober 1981 Västra Frölunda IF-Modo AIK 3-2 (1-2, 1-0, 1-0) 7182 Scandinavium - 11 oktober 1981 Timrå IK-AIK 2-0 (1-0, 1-0, 0-0) 4833 Timrå isstadion - 11 oktober 1981 Färjestads BK-Leksands IF 7-5 (3-3, 3-2, 1-0) 4944 Färjestads ishall - 11 oktober 1981 IF Björklöven-Brynäs IF 3-6 (1-2, 0-3, 2-1) 4655 Umeå ishall Omgång 4 - 11 oktober 1981 Skellefteå AIK-Västra Frölunda IF 3-2 (1-1, 1-1, 1-0) 4556 Skellefteå isstadion - 15 oktober 1981 Leksands IF-Djurgårdens IF 4-4 (1-0, 3-2, 0-2) 3597 Leksands isstadion - 15 oktober 1981 Brynäs IF-Timrå IK 7-0 (6-0, 0-0, 1-0) 5026 Gavlerinken - 15 oktober 1981 AIK-Färjestads BK 4-4 (0-0, 2-2, 2-2) 5734 Johanneshovs isstadion - 15 oktober 1981 Modo AIK-IF Björklöven 5-7 (2-3, 1-2, 2-2) 5776 Kempehallen Omgång 5 - 17 oktober 1981 IF Björklöven-Timrå IK 9-2 (3-1, 3-1, 3-0) 4349 Umeå ishall - 18 oktober 1981 Djurgårdens IF-AIK 4-7 (2-3, 1-1, 1-3) 9165 Johanneshovs isstadion - 18 oktober 1981 Västra Frölunda IF-Leksands IF 5-5 (1-0, 2-2, 2-3) 10444 Scandinavium - 18 oktober 1981 Modo AIK-Skellefteå AIK 1-6 (1-3, 0-3, 0-0) 4418 Kempehallen - 18 oktober 1981 Färjestads BK-Brynäs IF 2-1 (1-0, 1-1, 0-0) 5449 Färjestads ishall Omgång 6 - 22 oktober 1981 Skellefteå AIK-IF Björklöven 1-3 (0-1, 0-1, 1-1) 7057 Skellefteå isstadion - 22 oktober 1981 Leksands IF-Modo AIK 7-5 (2-0, 2-1, 3-4) 3492 Leksands isstadion - 22 oktober 1981 AIK-Västra Frölunda IF 2-3 (0-1, 1-2, 1-0) 6465 Johanneshovs isstadion - 22 oktober 1981 Brynäs IF-Djurgårdens IF 1-2 (0-0, 1-2, 0-0) 5753 Gavlerinken - 23 oktober 1981 Timrå IK-Färjestads BK 2-1 (1-1, 1-0, 0-0) 4495 Timrå isstadion Omgång 7 - 25 oktober 1981 Djurgårdens IF-Timrå IK 5-5 (3-3, 2-0, 0-2) 7747 Johanneshovs isstadion - 25 oktober 1981 Västra Frölunda IF-Brynäs IF 8-1 (1-1, 5-0, 2-0) 12366 Scandinavium - 25 oktober 1981 Modo AIK-AIK 1-5 (0-3, 1-2, 0-0) 3469 Kempehallen - 25 oktober 1981 Skellefteå AIK-Leksands IF 6-3 (1-2, 3-0, 2-1) 4309 Skellefteå isstadion - 25 oktober 1981 IF Björklöven-Färjestads BK 3-2 (0-1, 0-0, 3-1) 4857 Umeå ishall Omgång 8 - 29 oktober 1981 Leksands IF-IF Björklöven 3-6 (2-1, 0-4, 1-1) 4705 Leksands isstadion - 29 oktober 1981 AIK-Skellefteå AIK 2-2 (1-1, 0-0, 1-1) 8143 Johanneshovs isstadion - 29 oktober 1981 Brynäs IF-Modo AIK 3-3 (0-3, 3-0, 0-0) 4350 Gavlerinken - 29 oktober 1981 Timrå IK-Västra Frölunda IF 2-2 (0-0, 0-1, 2-1) 5776 Timrå isstadion - 29 oktober 1981 Färjestads BK-Djurgårdens IF 4-0 (3-0, 1-0, 0-0) 4851 Färjestads ishall Omgång 9 - 5 november 1981 Djurgårdens IF-IF Björklöven 5-3 (0-1, 4-1, 1-1) 7389 Johanneshovs isstadion - 5 november 1981 Modo AIK-Timrå IK 4-3 (2-1, 1-0, 1-2) 4326 Kempehallen - 5 november 1981 Skellefteå AIK-Brynäs IF 7-1 (4-0, 1-1, 2-0) 4179 Skellefteå isstadion - 5 november 1981 Leksands IF-AIK 4-5 (0-3, 1-2, 3-0) 4283 Leksands isstadion - 25 november 1981 Västra Frölunda IF-Färjestads BK 4-3 (1-1, 2-1, 1-1) 11726 Scandinavium Omgång 10 - 8 november 1981 IF Björklöven-Djurgårdens IF 0-4 (0-1, 0-2, 0-1) 4621 Umeå ishall - 8 november 1981 Färjestads BK-Västra Frölunda IF 4-4 (0-2, 2-1, 2-1) 5481 Färjestads ishall - 8 november 1981 Timrå IK-Modo AIK 7-6 (2-0, 4-2, 1-4) 6602 Timrå isstadion - 8 november 1981 Brynäs IF-Skellefteå AIK 1-0 (0-0, 1-0, 0-0) 5199 Gavlerinken - 8 november 1981 AIK-Leksands IF 7-6 (2-4, 2-2, 3-0) 9525 Johanneshovs isstadion Omgång 11 - 12 november 1981 IF Björklöven-Leksands IF 5-5 (0-1, 1-0, 4-4) 3675 Umeå ishall - 12 november 1981 Skellefteå AIK-AIK 8-6 (3-4, 2-1, 3-1) 5525 Skellefteå isstadion - 12 november 1981 Modo AIK-Brynäs IF 14-4 (7-0, 2-2, 5-2) 3161 Kempehallen - 12 november 1981 Västra Frölunda IF-Timrå IK 3-4 (0-1, 1-2, 2-1) 8832 Scandinavium - 12 november 1981 Djurgårdens IF-Färjestads BK 3-3 (1-1, 2-0, 0-2) 7076 Johanneshovs isstadion Omgång 12 - 15 november 1981 Timrå IK-Djurgårdens IF 5-3 (2-1, 1-2, 2-0) 7124 Timrå isstadion - 15 november 1981 Brynäs IF-Västra Frölunda IF 1-3 (1-1, 0-1, 0-1) 5403 Gavlerinken - 15 november 1981 AIK-Modo AIK 3-4 (1-2, 2-1, 0-1) 6619 Johanneshovs isstadion - 15 november 1981 Leksands IF-Skellefteå AIK 6-3 (1-0, 2-1, 3-2) 4365 Leksands isstadion - 15 november 1981 Färjestads BK-IF Björklöven 4-3 (1-2, 0-1, 3-0) 5054 Färjestads ishall Omgång 13 - 19 november 1981 IF Björklöven-Skellefteå AIK 5-1 (1-0, 2-0, 2-1) 5008 Umeå ishall - 19 november 1981 Modo AIK-Leksands IF 4-4 (0-1, 0-0, 4-3) 4149 Kempehallen - 19 november 1981 Västra Frölunda IF-AIK 2-7 (2-1, 0-3, 0-3) 12358 Scandinavium - 19 november 1981 Djurgårdens IF-Brynäs IF 7-3 (1-1, 2-1, 4-1) 8265 Johanneshovs isstadion - 19 november 1981 Färjestads BK-Timrå IK 5-7 (1-2, 3-3, 1-2) 4140 Färjestads ishall Omgång 14 - 22 november 1981 AIK-Djurgårdens IF 3-0 (2-0, 1-0, 0-0) 9525 Johanneshovs isstadion - 22 november 1981 Leksands IF-Västra Frölunda IF 4-4 (1-2, 1-0, 2-2) 4747 Leksands isstadion - 22 november 1981 Skellefteå AIK-Modo AIK 3-5 (1-1, 1-2, 1-2) 4603 Skellefteå isstadion - 22 november 1981 Brynäs IF-Färjestads BK 1-3 (0-1, 1-1, 0-1) 3984 Gavlerinken - 22 november 1981 Timrå IK-IF Björklöven 0-10 (0-4, 0-4, 0-2) 7914 Timrå isstadion Omgång 15 - 26 november 1981 IF Björklöven-Modo AIK 6-4 (0-0, 2-2, 4-2) 4716 Umeå ishall - 26 november 1981 Västra Frölunda IF-Skellefteå AIK 1-5 (1-1, 0-4, 0-0) 10894 Scandinavium - 26 november 1981 Djurgårdens IF-Leksands IF 3-5 (2-4, 1-0, 0-1) 9127 Johanneshovs isstadion - 26 november 1981 Färjestads BK-AIK 4-4 (3-2, 1-1, 0-1) 5470 Färjestads ishall - 26 november 1981 Timrå IK-Brynäs IF 3-4 (1-1, 1-2, 1-1) 5417 Timrå isstadion Omgång 16 - 29 november 1981 Skellefteå AIK-Djurgårdens IF 2-2 (0-0, 2-2, 0-0) 3950 Skellefteå isstadion - 29 november 1981 Modo AIK-Västra Frölunda IF 3-1 (1-0, 0-0, 2-1) 3443 Kempehallen - 29 november 1981 AIK-Timrå IK 5-2 (0-0, 4-2, 1-0) 6539 Johanneshovs isstadion - 29 november 1981 Leksands IF-Färjestads BK 2-6 (1-1, 0-4, 1-1) 3514 Leksands isstadion - 29 november 1981 Brynäs IF-IF Björklöven 6-2 (2-0, 3-1, 1-1) 4088 Gavlerinken Omgång 17 - 3 december 1981 IF Björklöven-Västra Frölunda IF 3-1 (1-0, 1-0, 1-1) 3717 Umeå ishall - 3 december 1981 Djurgårdens IF-Modo AIK 4-4 (1-1, 1-1, 2-2) 6926 Johanneshovs isstadion - 3 december 1981 Färjestads BK-Skellefteå AIK 6-3 (3-1, 0-2, 3-0) 4892 Färjestads ishall - 3 december 1981 Timrå IK-Leksands IF 4-6 (3-3, 0-0, 1-3) 3828 Timrå isstadion - 3 december 1981 Brynäs IF-AIK 1-1 (0-1, 0-0, 1-0) 6139 Gavlerinken Omgång 18 - 6 december 1981 Västra Frölunda IF-Djurgårdens IF 5-2 (1-1, 3-1, 1-0) 9445 Scandinavium - 6 december 1981 Leksands IF-Brynäs IF 4-4 (1-3, 3-1, 0-0) 5623 Leksands isstadion - 6 december 1981 Skellefteå AIK-Timrå IK 4-4 (1-1, 3-2, 0-1) 3558 Skellefteå isstadion - 6 december 1981 Modo AIK-Färjestads BK 4-4 (2-2, 1-1, 1-1) 3637 Kempehallen - 6 december 1981 AIK-IF Björklöven 4-4 (1-2, 2-1, 1-1) 8773 Johanneshovs isstadion | Omgång 19 - 10 december 1981 Djurgårdens IF-Västra Frölunda IF 3-5 (1-0, 1-1, 1-4) 6491 Johanneshovs isstadion - 10 december 1981 Brynäs IF-Leksands IF 3-2 (1-1, 0-1, 2-0) 6814 Gavlerinken - 10 december 1981 Timrå IK-Skellefteå AIK 4-3 (2-1, 2-1, 0-1) 3450 Timrå isstadion - 10 december 1981 Färjestads BK-Modo AIK 3-1 (1-0, 1-1, 1-0) 4105 Färjestads ishall - 5 januari 1982 IF Björklöven-AIK 1-3 (0-2, 0-1, 1-0) 4803 Umeå ishall Omgång 20 - 7 januari 1982 Västra Frölunda IF-IF Björklöven 1-3 (1-2, 0-0, 0-1) 9203 Scandinavium - 7 januari 1982 Modo AIK-Djurgårdens IF 4-4 (1-2, 2-0, 1-2) 3484 Kempehallen - 7 januari 1982 Skellefteå AIK-Färjestads BK 0-4 (0-0, 0-1, 0-3) 3676 Skellefteå isstadion - 7 januari 1982 Leksands IF-Timrå IK 5-4 (1-1, 2-0, 2-3) 3004 Leksands isstadion - 7 januari 1982 AIK-Brynäs IF 2-2 (0-1, 1-0, 1-1) 6704 Johanneshovs isstadion Omgång 21 - 10 januari 1982 Djurgårdens IF-Skellefteå AIK 5-3 (3-2, 1-1, 1-0) 5971 Johanneshovs isstadion - 10 januari 1982 Västra Frölunda IF-Modo AIK 3-3 (0-1, 1-2, 2-0) 6921 Scandinavium - 10 januari 1982 Timrå IK-AIK 4-4 (1-1, 2-1, 1-2) 4271 Timrå isstadion - 10 januari 1982 Färjestads BK-Leksands IF 11-2 (3-0, 5-1, 3-1) 4845 Färjestads ishall - 10 januari 1982 IF Björklöven-Brynäs IF 7-1 (3-1, 4-0, 0-0) 3555 Umeå ishall Omgång 22 - 14 januari 1982 Modo AIK-IF Björklöven 8-3 (1-0, 1-2, 6-1) 4527 Kempehallen - 14 januari 1982 Skellefteå AIK-Västra Frölunda IF 5-4 (2-1, 2-1, 1-2) 3350 Skellefteå isstadion - 14 januari 1982 Leksands IF-Djurgårdens IF 6-4 (1-0, 3-3, 2-1) 3009 Leksands isstadion - 14 januari 1982 AIK-Färjestads BK 1-6 (0-3, 0-0, 1-3) 6833 Johanneshovs isstadion - 14 januari 1982 Brynäs IF-Timrå IK 5-3 (1-1, 2-0, 2-2) 4121 Gavlerinken Omgång 23 - 17 januari 1982 Djurgårdens IF-AIK 4-2 (1-0, 2-0, 1-2) 9525 Johanneshovs isstadion - 17 januari 1982 Västra Frölunda IF-Leksands IF 4-4 (1-3, 0-1, 3-0) 8062 Scandinavium - 17 januari 1982 Modo AIK-Skellefteå AIK 4-3 (1-2, 2-0, 1-1) 4381 Kempehallen - 17 januari 1982 Färjestads BK-Brynäs IF 3-3 (2-0, 1-2, 0-1) 5347 Färjestads ishall - 17 januari 1982 IF Björklöven-Timrå IK 4-3 (2-0, 1-2, 1-1) 3661 Umeå ishall Omgång 24 - 11 januari 1982 Timrå IK-Färjestads BK 5-8 (2-1, 0-2, 3-5) 4528 Timrå isstadion - 21 januari 1982 Skellefteå AIK-IF Björklöven 6-1 (1-1, 1-0, 4-0) 5259 Skellefteå isstadion - 21 januari 1982 Leksands IF-Modo AIK 5-4 (1-2, 0-2, 4-0) 3302 Leksands isstadion - 21 januari 1982 AIK-Västra Frölunda IF 5-7 (0-2, 1-2, 4-3) 5277 Johanneshovs isstadion - 21 januari 1982 Brynäs IF-Djurgårdens IF 6-1 (3-0, 1-0, 2-1) 5402 Gavlerinken Omgång 25 - 24 januari 1981 Modo AIK-AIK 4-4 (1-2, 1-1, 2-1) 4248 Kempehallen - 24 januari 1982 Djurgårdens IF-Timrå IK 3-4 (0-1, 0-1, 3-2) 6157 Johanneshovs isstadion - 24 januari 1982 Västra Frölunda IF-Brynäs IF 3-5 (0-1, 1-4, 2-0) 11146 Scandinavium - 24 januari 1982 Skellefteå AIK-Leksands IF 4-4 (0-2, 2-2, 2-0) 4428 Skellefteå isstadion - 24 januari 1982 IF Björklöven-Färjestads BK 5-2 (0-0, 3-2, 2-0) 3840 Umeå ishall Omgång 26 - 28 januari 1982 Leksands IF-IF Björklöven 3-3 (0-1, 2-0, 1-2) 3595 Leksands isstadion - 28 januari 1982 AIK-Skellefteå AIK 1-4 (0-2, 1-0, 0-2) 5841 Johanneshovs isstadion - 28 januari 1982 Brynäs IF-Modo AIK 0-5 (0-1, 0-2, 0-2) 6067 Gavlerinken - 28 januari 1982 Timrå IK-Västra Frölunda IF 3-4 (1-2, 1-2, 1-0) 4650 Timrå isstadion - 28 januari 1982 Färjestads BK-Djurgårdens IF 3-2 (0-0, 2-2, 1-0) 4380 Färjestads ishall Omgång 27 - 31 januari 1982 Djurgårdens IF-IF Björklöven 3-2 (1-1, 1-0, 1-1) 6073 Johanneshovs isstadion - 31 januari 1982 Västra Frölunda IF-Färjestads BK 3-5 (0-2, 1-2, 2-1) 9628 Scandinavium - 31 januari 1982 Modo AIK-Timrå IK 6-1 (0-1, 3-0, 3-0) 5074 Kempehallen - 31 januari 1982 Skellefteå AIK-Brynäs IF 7-1 (3-0, 4-1, 0-0) 4360 Skellefteå isstadion - 31 januari 1982 Leksands IF-AIK 1-6 (0-1, 0-2, 1-3) 5534 Leksands isstadion Omgång 28 - 7 februari 1982 IF Björklöven-Djurgårdens IF 3-2 (0-0, 2-1, 1-1) 3578 Umeå ishall - 7 februari 1982 Färjestads BK-Västra Frölunda IF 5-2 (1-0, 3-1, 1-1) 5258 Färjestads ishall - 7 februari 1982 Timrå IK-Modo AIK 3-7 (1-1, 0-3, 2-3) 4438 Timrå isstadion - 7 februari 1982 Brynäs IF-Skellefteå AIK 6-4 (3-1, 2-2, 1-1) 4769 Gavlerinken - 7 februari 1982 AIK-Leksands IF 5-4 (0-1, 1-1, 4-2) 7675 Johanneshovs isstadion Omgång 29 - 11 februari 1982 IF Björklöven-Leksands IF 5-1 (1-0, 1-1, 3-0) 3140 Umeå ishall - 11 februari 1982 Skellefteå AIK-AIK 4-2 (1-0, 2-1, 1-1) 4118 Skellefteå isstadion - 11 februari 1982 Modo AIK-Brynäs IF 4-8 (3-5, 1-3, 0-0) 3779 Kempehallen - 11 februari 1982 Västra Frölunda IF-Timrå IK 5-2 (1-1, 1-0, 3-1) 4988 Scandinavium - 11 februari 1982 Djurgårdens IF-Färjestads BK 2-1 (1-0, 0-0, 1-1) 5361 Johanneshovs isstadion Omgång 30 - 14 februari 1982 Timrå IK-Djurgårdens IF 3-2 (0-2, 2-0, 1-0) 3506 Timrå isstadion - 14 februari 1982 Brynäs IF-Västra Frölunda IF 2-5 (1-0, 0-3, 1-2) 6182 Gavlerinken - 14 februari 1982 AIK-Modo AIK 1-3 (0-1, 0-2, 1-0) 6420 Johanneshovs isstadion - 14 februari 1982 Leksands IF-Skellefteå AIK 3-0 (0-0, 0-0, 3-0) 3730 Leksands isstadion - 14 februari 1982 Färjestads BK-IF Björklöven 4-2 (1-0, 1-2, 2-0) 5357 Färjestads ishall Omgång 31 - 18 februari 1982 IF Björklöven-Skellefteå AIK 2-2 (1-0, 1-1, 0-1) 5006 Umeå ishall - 18 februari 1982 Modo AIK-Leksands IF 2-4 (0-1, 0-2, 2-1) 3799 Kempehallen - 18 februari 1982 Västra Frölunda IF-AIK 7-3 (0-1, 3-2, 4-0) 9623 Scandinavium - 18 februari 1982 Djurgårdens IF-Brynäs IF 3-2 (1-2, 1-0, 1-0) 7782 Johanneshovs isstadion - 18 februari 1982 Färjestads BK-Timrå IK 6-0 (4-0, 1-0, 1-0) 3837 Färjestads ishall Omgång 32 - 21 februari 1982 AIK-Djurgårdens IF 3-3 (1-0, 0-3, 2-0) 9525 Johanneshovs isstadion - 21 februari 1982 Leksands IF-Västra Frölunda IF 4-2 (2-0, 1-1, 1-1) 5125 Leksands isstadion - 21 februari 1982 Skellefteå AIK-Modo AIK 4-3 (1-2, 0-0, 3-1) 4537 Skellefteå isstadion - 21 februari 1982 Brynäs IF-Färjestads BK 3-5 (1-2, 0-1, 2-2) 4622 Gavlerinken - 21 februari 1982 Timrå IK-IF Björklöven 3-5 (2-4, 1-0, 0-1) 2288 Timrå isstadion Omgång 33 - 25 februari 1982 IF Björklöven-Modo AIK 7-3 (1-0, 4-2, 2-1) 4163 Umeå ishall - 25 februari 1982 Västra Frölunda IF-Skellefteå AIK 6-1 (1-0, 2-0, 3-1) 8361 Scandinavium - 25 februari 1982 Djurgårdens IF-Leksands IF 3-5 (2-2, 0-2, 1-1) 8805 Johanneshovs isstadion - 25 februari 1982 Färjestads BK-AIK 2-7 (1-2, 0-3, 1-2) 5550 Färjestads ishall - 25 februari 1982 Timrå IK-Brynäs IF 3-5 (0-2, 1-3, 2-0) 1711 Timrå isstadion Omgång 34 - 28 februari 1982 Skellefteå AIK-Djurgårdens IF 4-3 (2-0, 0-1, 2-2) 3977 Skellefteå isstadion - 28 februari 1982 Modo AIK-Västra Frölunda IF 4-2 (2-0, 1-2, 1-0) 3787 Kempehallen - 28 februari 1982 AIK-Timrå IK 8-0 (4-0, 3-0, 1-0) 5082 Johanneshovs isstadion - 28 februari 1982 Leksands IF-Färjestads BK 4-6 (1-3, 2-1, 1-2) 5346 Leksands isstadion - 28 februari 1982 Brynäs IF-IF Björklöven 5-2 (0-1, 2-1, 3-0) 4724 Gavlerinken Omgång 35 - 4 mars 1982 IF Björklöven-Västra Frölunda IF 5-2 (2-0, 2-0, 1-2) 3202 Umeå ishall - 4 mars 1982 Djurgårdens IF-Modo AIK 4-1 (2-0, 0-0, 2-1) 6205 Johanneshovs isstadion - 4 mars 1982 Färjestads BK-Skellefteå AIK 5-4 (1-0, 3-1, 1-3) 4604 Färjestads ishall - 4 mars 1982 Timrå IK-Leksands IF 6-5 (5-1, 0-2, 1-2) 925 Timrå isstadion - 4 mars 1982 Brynäs IF-AIK 8-3 (3-0, 3-1, 2-2) 6498 Gavlerinken Omgång 36 - 4 mars 1982 AIK-IF Björklöven 3-2 (0-0, 1-2, 2-0) 5877 Johanneshovs isstadion - 7 mars 1982 Västra Frölunda IF-Djurgårdens IF 10-3 (2-2, 4-1, 4-0) 6407 Scandinavium - 7 mars 1982 Leksands IF-Brynäs IF 7-6 (3-0, 2-4, 2-2) 4867 Leksands isstadion - 7 mars 1982 Skellefteå AIK-Timrå IK 9-1 (4-0, 3-0, 2-1) 3965 Skellefteå isstadion - 7 mars 1982 Modo AIK-Färjestads BK 7-1 (0-1, 5-0, 2-0) 4911 Kempehallen |